# 肯特納羅斯 (馬里蘭州)
肯特納羅斯（英語：Kent Narrows）是位於美國馬里蘭州安妮女王縣的一個普查規定居民點。

## 人口
根據2020年美國人口普查的數據，肯特納羅斯的面積為8.34平方千米，當中陸地面積為2.44平方千米，而水域面積為5.90平方千米。當地共有人口612人，而人口密度為每平方千米73.38人。